# Tea Party Caucus
Der Tea Party Caucus, auch bekannt als Tea Party Caucus of the United States House of Representatives, war eine informelle Gruppierung von Mitgliedern des US-Repräsentantenhauses, die mit der Tea-Party-Bewegung in Verbindung standen. Die Tea-Party-Bewegung entstand in den Jahren 2009 und 2010 als konservative politische Bewegung in den Vereinigten Staaten.
Der Tea Party Caucus wurde im Juli 2010 von der republikanischen Kongressabgeordneten Michele Bachmann aus Minnesota ins Leben gerufen. Die Gruppierung wurde als Plattform für Mitglieder des Repräsentantenhauses gegründet, die die Werte und Ideale der Tea-Party-Bewegung unterstützten. Diese Ideale umfassten unter anderem eine kleinere Regierung, niedrigere Steuern, eine geringere Staatsverschuldung und eine strikte Auslegung der Verfassung.
Der Tea Party Caucus war keine offizielle Fraktion oder Ausschuss des Repräsentantenhauses, sondern eine informelle Gruppierung von Mitgliedern. Es gab keine formellen Mitgliedschaftsanforderungen, und die Teilnahme an den Treffen und Aktivitäten des Caucus war freiwillig. Die Gruppierung traf sich regelmäßig, um politische Strategien zu diskutieren, Ideen auszutauschen und gemeinsame Ziele zu verfolgen.
Während seiner Existenz spielte der Tea Party Caucus eine aktive Rolle bei der Förderung der Tea-Party-Ideale im politischen Diskurs. Die Mitglieder des Caucus waren oft prominent in der öffentlichen Debatte präsent und setzten sich für eine konservative Politik ein. Sie unterstützten beispielsweise Steuersenkungen, Ausgabenkürzungen und Maßnahmen zur Begrenzung der Regierungsbefugnisse.
Der Tea Party Caucus war jedoch nicht frei von Kontroversen. Einige Kritiker warfen der Gruppierung vor, zu extremen Positionen zu neigen und den politischen Diskurs zu polarisieren. Andere argumentierten, dass die Tea-Party-Bewegung insgesamt von Interessengruppen und politischen Aktivisten beeinflusst werde, die eigene Agenda verfolgten.
Im Laufe der Zeit verlor der Tea Party Caucus an Einfluss, und seine Aktivitäten nahmen ab. Nach den Kongresswahlen von 2014 verlor die Tea-Party-Bewegung insgesamt an Schwung, und der Caucus verzeichnete einen Rückgang der Teilnehmerzahl. Heute existiert der Tea Party Caucus nicht mehr als organisierte Gruppierung im US-Repräsentantenhaus.
Insgesamt kann der Tea Party Caucus als eine politische Gruppierung betrachtet werden, die in Verbindung mit der Tea-Party-Bewegung stand und in den Jahren 2010 bis 2014 eine Rolle im politischen Diskurs der Vereinigten Staaten spielte. Obwohl die Gruppierung nicht mehr aktiv ist, hat sie Spuren im politischen und ideologischen Gefüge der USA hinterlassen.